# Чолбаш-Джурчи
Чолба́ш-Джурчи́ (укр. Чолбаш-Джурчи, крымскотат. Çalbaş Curçı, Чалбаш Джурчы) — исчезнувшее село в Первомайском районе Республики Крым, располагавшееся на северо-западе района, в степной части Крыма, примерно в 1 километре северо-западнее современного села Левитановка

## История
Первое документальное упоминание села встречается в Статистическом справочнике Таврической губернии. Ч.II-я. Статистический очерк, выпуск пятый Перекопский уезд, 1915 год, согласно которому в деревне Чалбаш-Джурчи (вакуф) Джурчинской волости Перекопского уезда числилось 3 двора (все дворы безземельные) с татарским населением в количестве 27 человек приписных жителей, из которых 16 мужчин и 11 женщин. Жители землёй не владели, но за селением числилось 15 десятин земли. В хозяйствах имелось 15 лошадей, 6 коров и 80 голов мелкого скота.
После установления в Крыму Советской власти, по постановлению Крымревкома от 8 января 1921 года № 206 «Об изменении административных границ» была упразднена волостная система, Перекопский уезд переименовали в Джанкойский, в котором был образован Ишуньский район, в состав которого включили село, а в 1922 году уезды получили название округов. 11 октября 1923 года, согласно постановлению ВЦИК, в административное деление Крымской АССР были внесены изменения, в результате которых округа были отменены, Ишуньский район упразднён и село вошло в состав Джанкойского района. Согласно Списку населённых пунктов Крымской АССР по Всесоюзной переписи 17 декабря 1926 года, в селе Чолбаш-Джурчи, Джурчинского сельсовета Джанкойского района, числилось 10 дворов, все крестьянские, население составляло 40 человек, из них 35 татар, 4 русских, 6 армян, 1 грек; также селение обозначено на карте Крымского Статуправления того же года. В последний раз Чолбаш-Джурчи встречается на карте 1931 года (как Вакуп обозначено на карте генштаба РККА 1941 года, но для неё за картооснову, в основном, были взяты топографические карты Крыма масштаба 1:84000 1920 года и 1:21000 1912 года).